# هاروتیون قاراگیوزیان
هاروتیون آرپیاری قاراگیوزیان (ارمنی: Հարություն Արփիարի Ղարագյոզյան؛ Կարամելի Հարութ زادهٔ ۱ مهٔ ۱۹۵۹ - درگذشته ۲۰۱۸) یک کارآفرین، حقوق‌دان، اقتصاددان و سیاستمدار اهل ارمنستان است که از ۱۹۹۰ تاریخ تا تاریخ ۲۰۱۷ سمت نمایندگی دوره اول شورای عالی جمهوری ارمنستان و نمایندگی دوره‌های اول تا پنجم مجلس ملی جمهوری ارمنستان را برعهده داشت.

## زندگی‌نامه
در ۱ مه ۱۹۵۹ در ایروان به دنیا آمد و از دانشگاه دولتی ایروان فارغ‌التحصیل شد.  وی در ۷ اکتبر ۲۰۱۸ در ایروان در سن ۵۹ سالگی اقدام به خودکشی نمود.